# Tom szépségklinikája
A Tom szépségklinikája (Tom's Rhinoplasty) a South Park című rajzfilmsorozat tizenegyedik része (az 1. évad 11. epizódja). Elsőként 1998. február 11-én sugározták az Amerikai Egyesült Államokban.

## Cselekmény
Közeleg a Valentin-nap, ezért Wendy több időt szeretne eltölteni Stannel. Amikor Mr. Garrison megműtteti az orrát, a gyerekek egy helyettesítő tanárt kapnak, Mrs. Ellen személyében. Az új tanárnő minden fiú érdeklődését felkelti (beleértve Stant is). Wendy nagyon féltékeny lesz, végül megfenyegeti a gyanútlan tanárnőt, tartsa távol magát a fiútól.
Mr. Garrison műtétje jól sikerül, ő lesz South Park legjóképűbb férfija, új orrával megszólalásig hasonlítva David Hasselhoffra. Úgy határoz, otthagyja eddigi hivatását és modellként keres állást, így Mrs. Ellen lesz a negyedikesek tanára. A fiúk megpróbálnak udvarolni Ms. Ellennek, de Séf bácsi (miután a tanárnő visszautasította) figyelmezteti őket, hogy Ms. Ellen valójában leszbikus. Ők nem tudják, ez mit jelent, ezért úgy döntenek, ők is leszbikusok lesznek, hogy elnyerjék tanárnőjük kegyeit. Erre esélyük is nyílik, amikor egy helyesírási verseny győztese együtt vacsorázhat a tanárnővel. Wendy fel akarja hívni magára Stan figyelmét, ezért felvesz egy extravagáns bőrszerelést, de így sem jár sikerrel. Ezután – Wendy legnagyobb rémületére – Mr. Garrison bejelenti, nem tanít többé. Stan nyeri meg a versenyt, végül az igazgatónő közli Wendyvel, hogy meghalt a nagymamája.
Másnap Wendy bocsánatot kér a tanárnőtől és bevallja Stannek, mennyire fáj a szíve miatta. Hirtelen egy csapat iraki tör be a terembe, akik elmondják, Ms. Ellen iraki szökevény. Őrizetbe veszik, majd egy rakétával a Napba lövik a tanárnőt. Időközben egyre több nő üldözi Garrisont, akit megrémít az állandó zaklatás, ezért visszatér régi külsejéhez.
Az epizód végén Kyle a különös eseményekről kérdezi Wendy-t, aki anyanyelvükön vált néhány szót az irakiakkal, majd egy köteg amerikai pénzzel fizet nekik. Ezután köszönetet mond az egyik nőnek, aki Mr. Garrisont kergette. Végül Wendy távcsővel végignézi, ahogy Ms. Ellen a Napban landol. Tébolyultan nevetve bevallja Kyle-nak, végig ő állt az események hátterében

## Kenny halála
- Amikor az irakiak elfogják, Ms. Ellen elveszi az egyikük kardját, de az kicsúszik a kezéből és a falhoz szögezi Kennyt.

## Utalások
- Amikor szóba kerül a Kapcsolat című mozifilm, Mr. Garrison elhányja magát. A South Park készítői szintén ki nem állhatják ezt a filmet.
- Amikor Mr. Garrison a műtét után a képernyőn szerepel, a háttérben mindig Andy Gibb „Shadow Dancing” című száma hallható.

## Bakik
- Wendy az új bőrszerelésében lép be az osztályba. Amikor Garrison bejelenti, hogy nem tanít többé, Wendy ismét a régi ruháját viseli. Stan beszéde alatt viszont megint bőrruhában látható.